# 丹绒士拔
丹绒士拔坐落于马来西亚雪兰莪州瓜拉冷岳县南部沿海，与马六甲海峡相接，是一个以渔业为主的典型小渔村，隶属瓜拉冷岳市议会管辖。全盛时期，镇内人口曾超过23,000人。然而，随着年轻一代逐渐外迁至城市务工，如今仅有约10,000名村民居住于此，其中55岁以上的人口约占6,000人。因此，丹绒士拔亦有“长寿村”（又称“富贵村”）的美誉，因为村民普遍寿命较长，90岁以上的老者也不鲜见。这里的居民以华人为主，占据90%，村内主要姓氏为林氏、徐氏、谢氏和陈氏。早期的村民主要从事养猪和渔业，但随着年轻人外迁务工，丹绒士拔逐渐转型为乡村旅游胜地。村内唯一一所华小的学生人数逐年减少，从90年代初的高峰期每个年级约200名学生下降到目前的每个年级仅约100名学生。当地也设有中文路牌。

## 地名来源

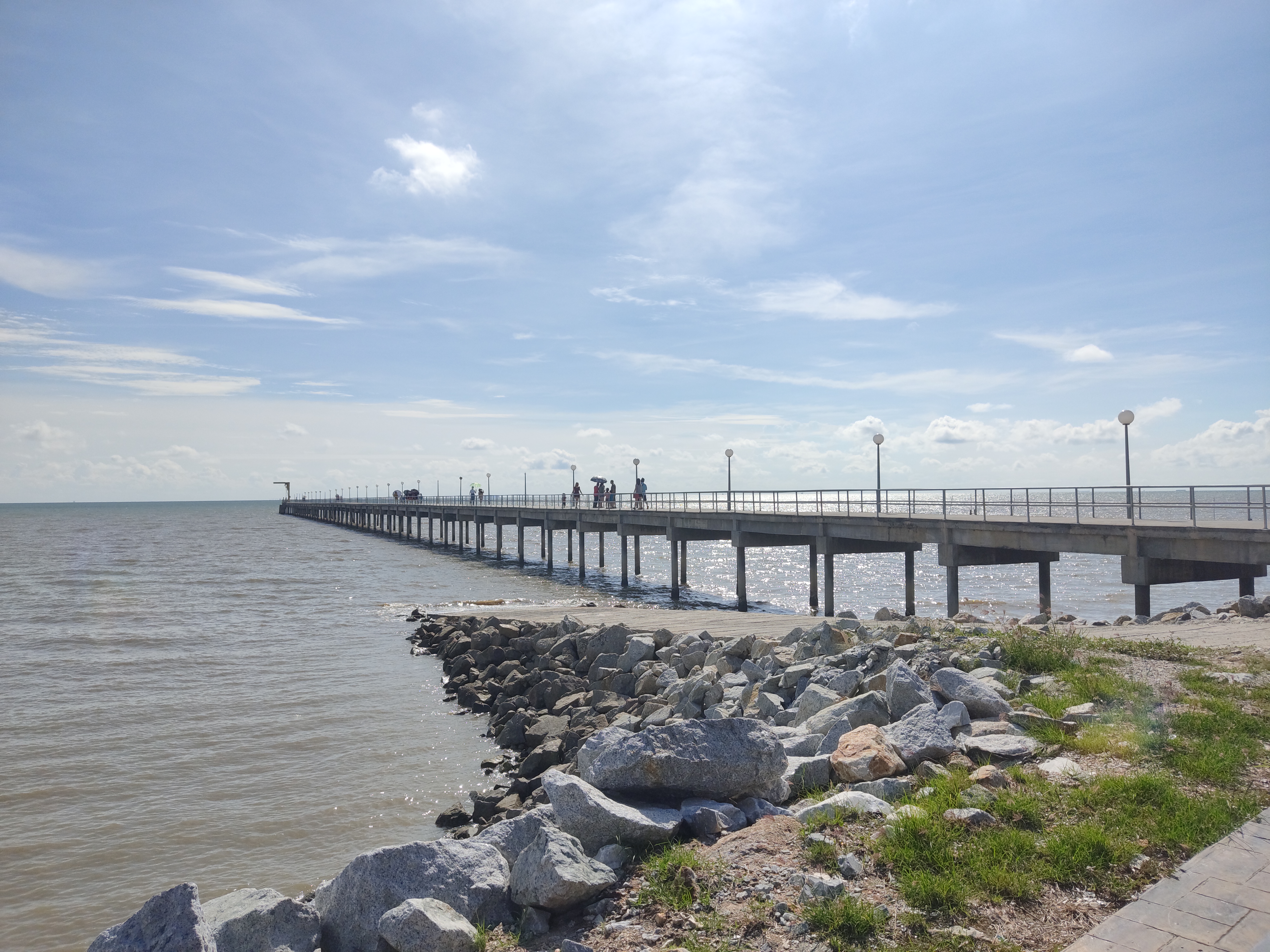
丹绒士拔情人桥是当地的著名景点

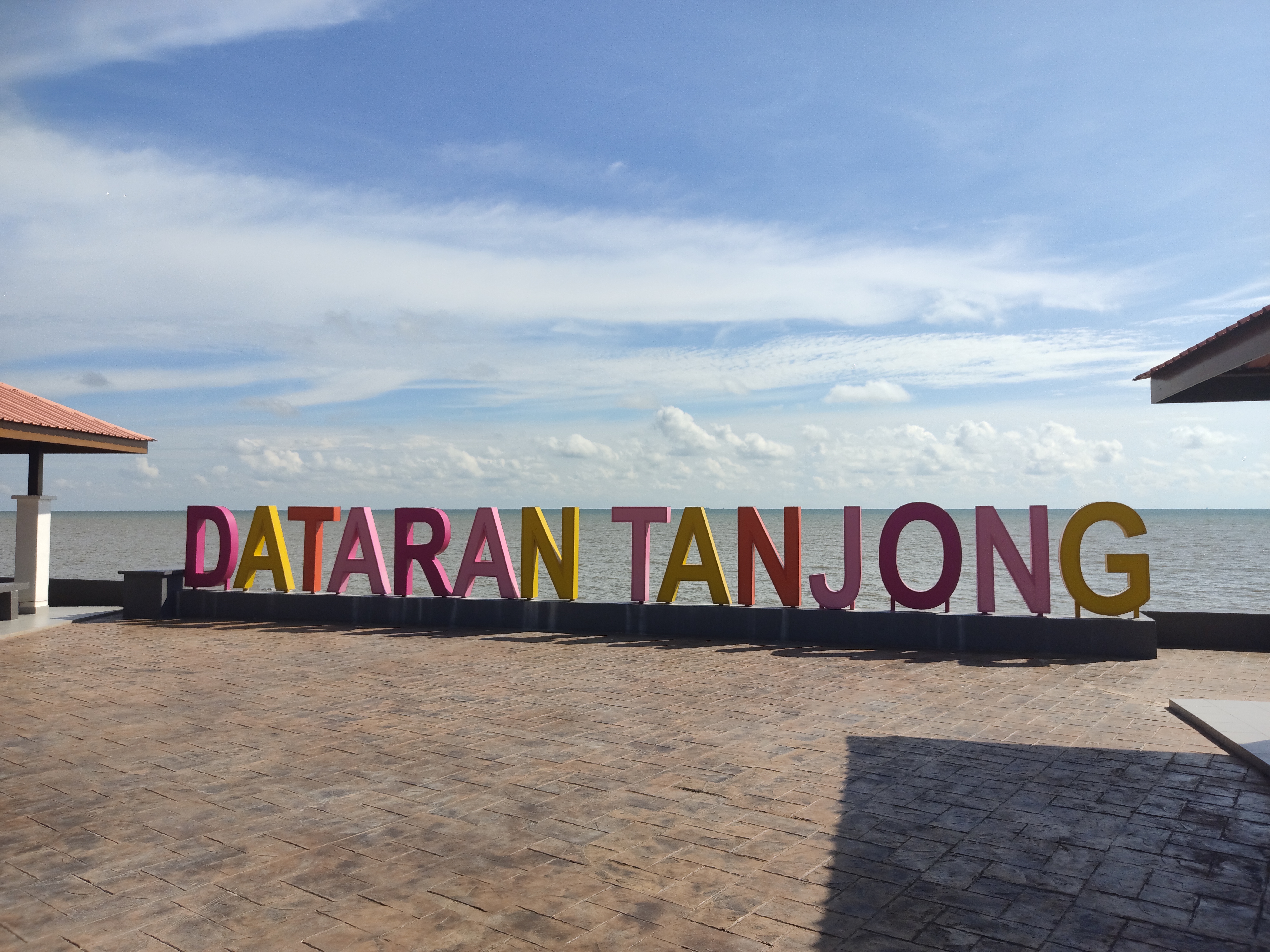
丹绒广场（Dataran Tanjong）就位于情人桥旁，由市议会建设

丹絨士拔（Tanjong Sepat）這個名字起源於一種生活在稻田中的淡水小魚 Sepat，其學名為 Trichogaster trichopterus。Sepat 在中文中也被稱為絲鰓毛腹魚，以其斑點特色而得名。這種魚有很多骨刺，通常用來做鹹魚，馬來人特別喜歡用它來煮咖哩。早期的丹絨士拔因為種植稻田，當地馬來人在田裡偶然發現了 Sepat 小魚，試著烹煮後發現其鮮美可口，於是大受喜愛。馬來居民口耳相傳，紛紛到田裡捕捉，每當有收穫時都會大聲喊“Sepat”。而Tanjung在馬來語中意為「海岬」。
根據了解，華裔先民最早登陸丹絨士拔的是來自中國潮州的移民，隨後漳州詔安閩南人陸續抵達，形成了最早也是最大的兩個族群。根據當地老居民的傳述，在緊急法令頒布之前，當地僅有約50戶人家，主要為潮州人，是一個寧靜的小漁村。
英殖民政府在雪蘭莪州沿海地區大規模種植椰子，丹絨士拔成為主要的椰產地，同時也種植橡膠、咖啡和可可。1940年，日本南侵，丹絨士拔一帶的居民加入了馬來亞抗日游擊隊（馬共）。
1950年緊急法令實施後，英殖民政府將散居郊區的華人集中遷移到沿海地區，即此地。此地原為一個占地390英畝的大椰園，彙集了來自新港、峇都勞勿、幹宗勞勿、東目和雙溪柏拉港等地的約5500人，正式成立了丹絨士拔。早期，丹絨士拔的捕魚業繁榮，1960年代達到頂峰，全村擁有300多艘漁船，成為一個繁忙的漁港。
經過60年的歲月變遷，丹絨士拔的捕魚業由五個港口的興盛逐漸走向沒落，漁民紛紛轉型從事養豬業；椰子和橡膠種植逐漸被棕櫚樹取代。漁村逐步發展成新村規模，現有2000多戶人家。80年代，丹絨士拔以種植業和養豬業為主。近年來，隨著年輕村民大量外遷到城市，村內居民以中老年人為主，丹絨士拔逐漸從一個小漁村轉型為鄉村旅遊勝地，吸引了不少城市遊客前來一日遊。

## 历史

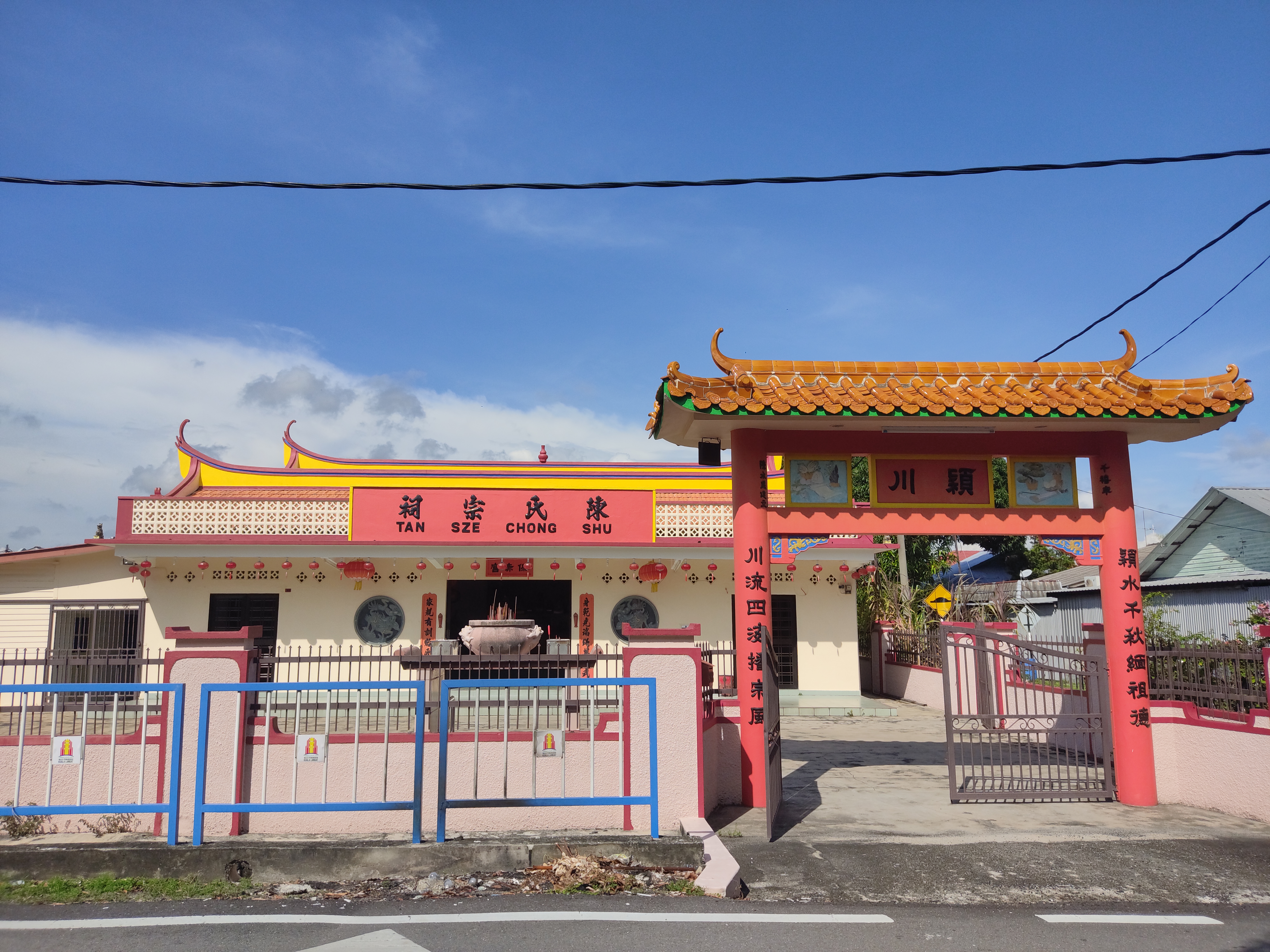
丹绒士拔陈氏宗祠

根據了解，華裔先民最早登陸丹絨士拔的是來自中國潮州的移民，隨後漳州詔安閩南人陸續抵達，形成了最早也是最大的兩個族群。根據當地老居民的傳述，在緊急法令頒布之前，當地僅有約50戶人家，主要為潮州人，是一個寧靜的小漁村。
英殖民政府在雪蘭莪州沿海地區大規模種植椰子，丹絨士拔成為主要的椰產地，同時也種植橡膠、咖啡和可可。1940年，日本南侵，丹絨士拔一帶的居民加入了馬來亞抗日游擊隊（馬共）。
1950年緊急法令實施後，英殖民政府將散居郊區的華人集中遷移到沿海地區，即此地。此地原為一個占地390英畝的大椰園，彙集了來自新港、峇都勞勿、幹宗勞勿、東目和雙溪柏拉港等地的約5500人，正式成立了丹絨士拔。早期，丹絨士拔的捕魚業繁榮，1960年代達到頂峰，全村擁有300多艘漁船，成為一個繁忙的漁港。
經過60年的歲月變遷，丹絨士拔的捕魚業由五個港口的興盛逐漸走向沒落，漁民紛紛轉型從事養豬業；椰子和橡膠種植逐漸被棕櫚樹取代。漁村逐步發展成新村規模，現有2000多戶人家。80年代，丹絨士拔以種植業和養豬業為主。近年來，隨著年輕村民大量外遷到城市，村內居民以中老年人為主，丹絨士拔逐漸從一個小漁村轉型為鄉村旅遊勝地，吸引了不少城市遊客前來一日遊。

## 教育
本镇只有两间小学和中学，现今大部分华裔学生都就读于1952年创校的丹绒士拔华小。

### 学校
- 丹绒士拔华文小学（页面存档备份，存于）(SJKC Tanjung Sepat)
- 丹绒士拔国民小学（SK Tanjung Sepat）
- 丹绒士拔国民中学（SMK Tanjung Sepat）

## 交通
丹绒士拔可通过联邦5号公路抵达。雪兰莪州精明巴士雪邦市议会2路（SPG2）来往该镇和吉隆坡国际机场二号航站楼的巴士总站。

## 图片集

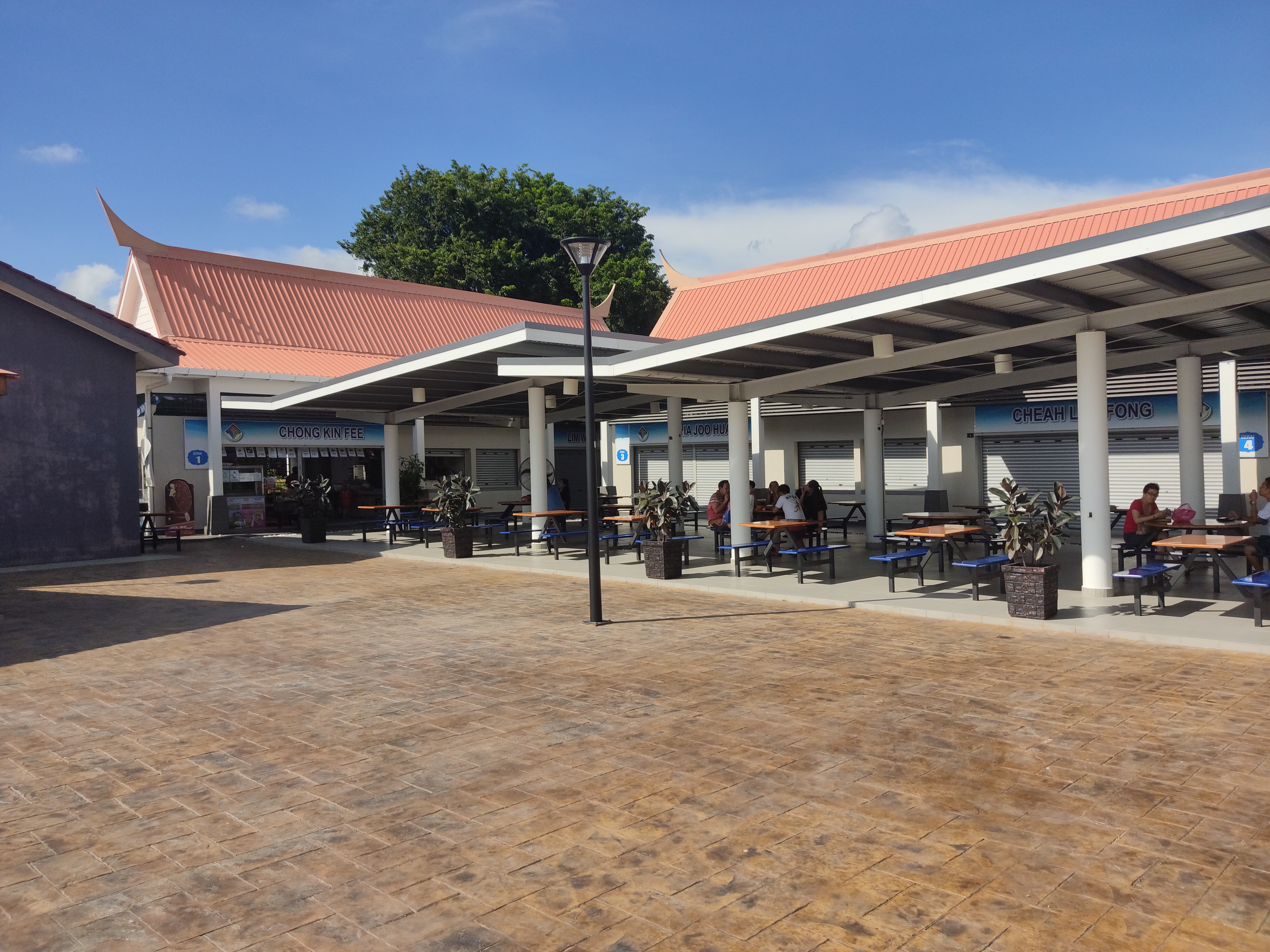
丹绒广场的美食中心
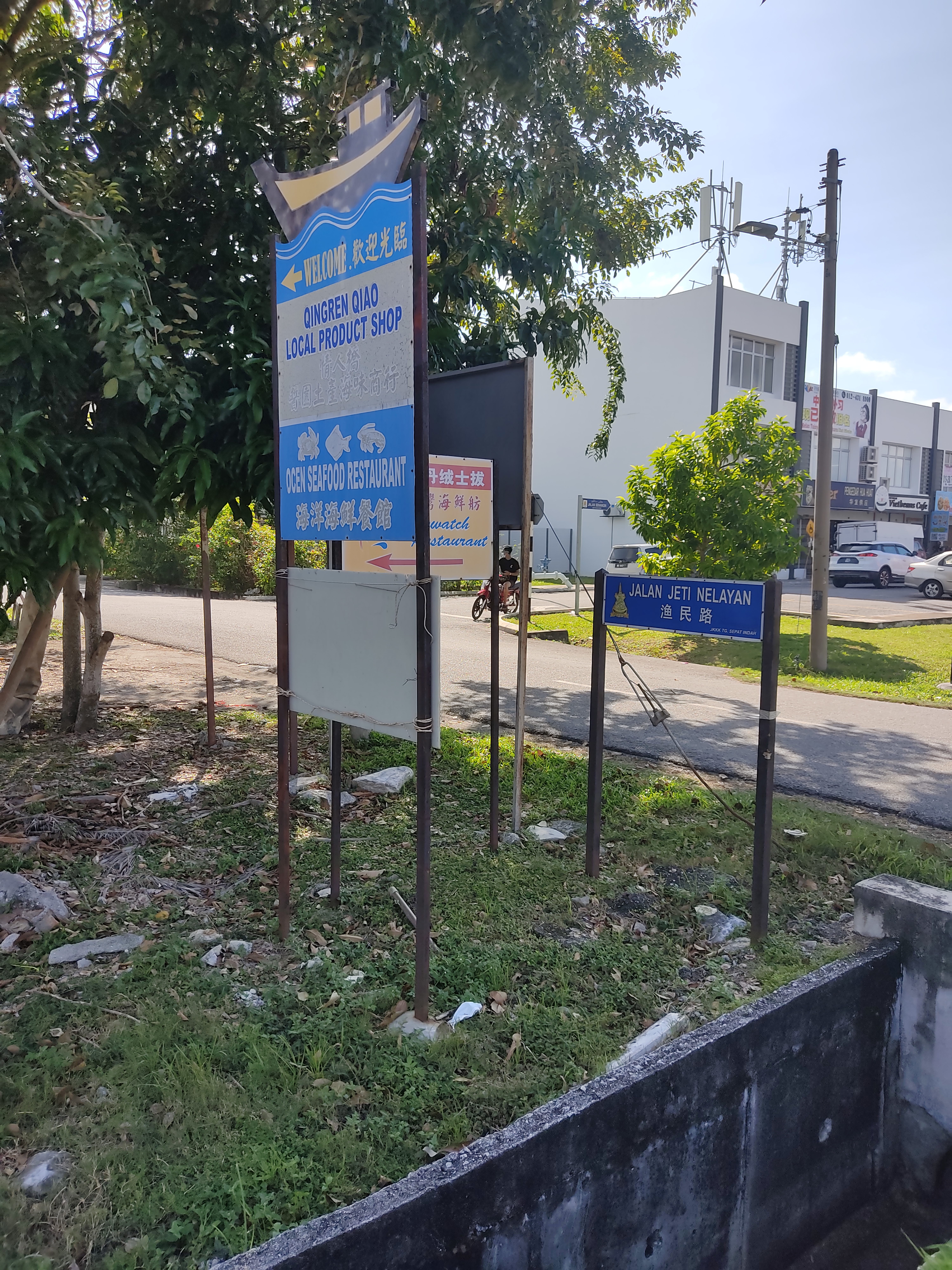
有中文字的渔民路路牌是前往情人桥的主通道
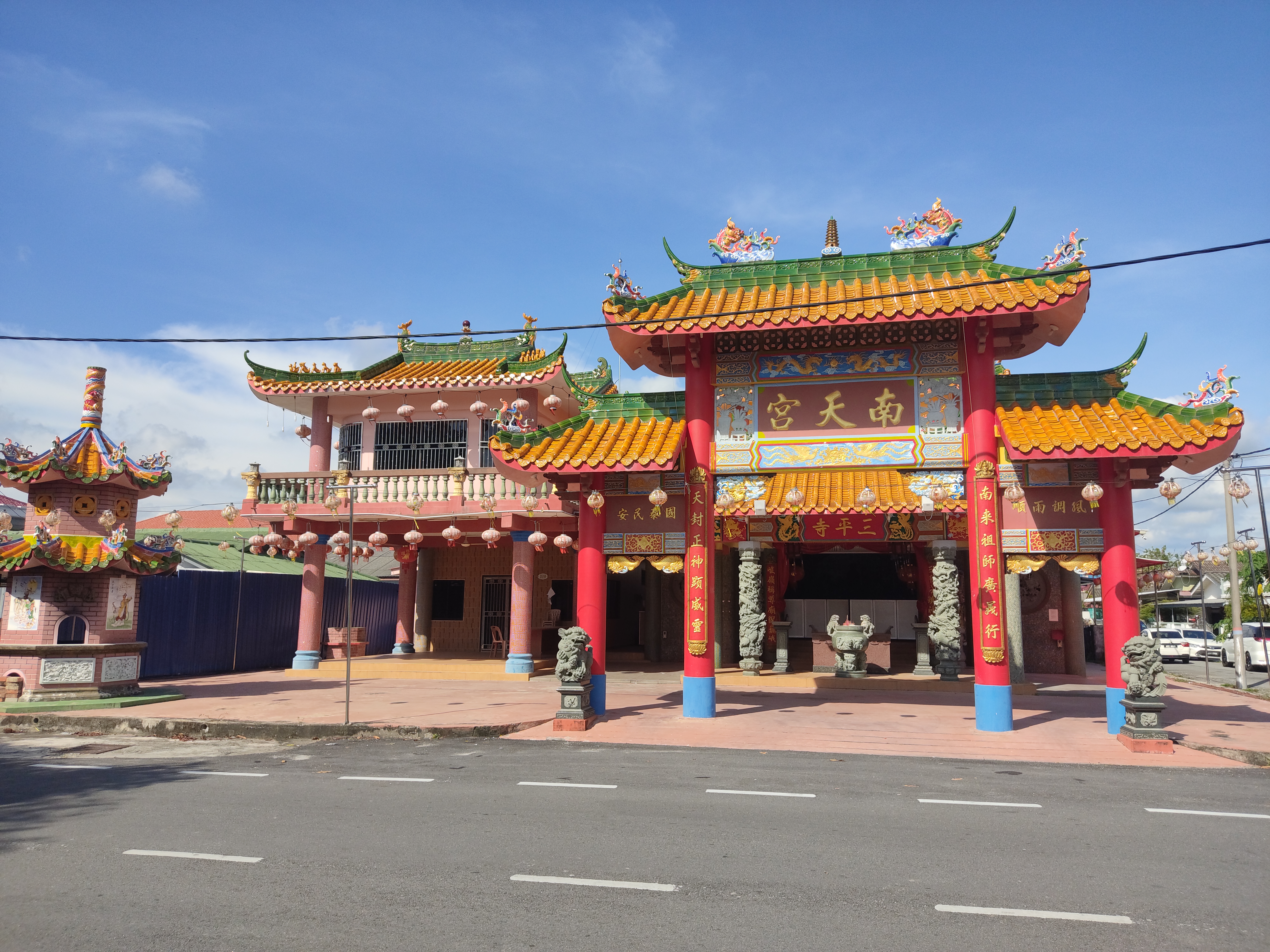
丹绒士拔新村南天宫
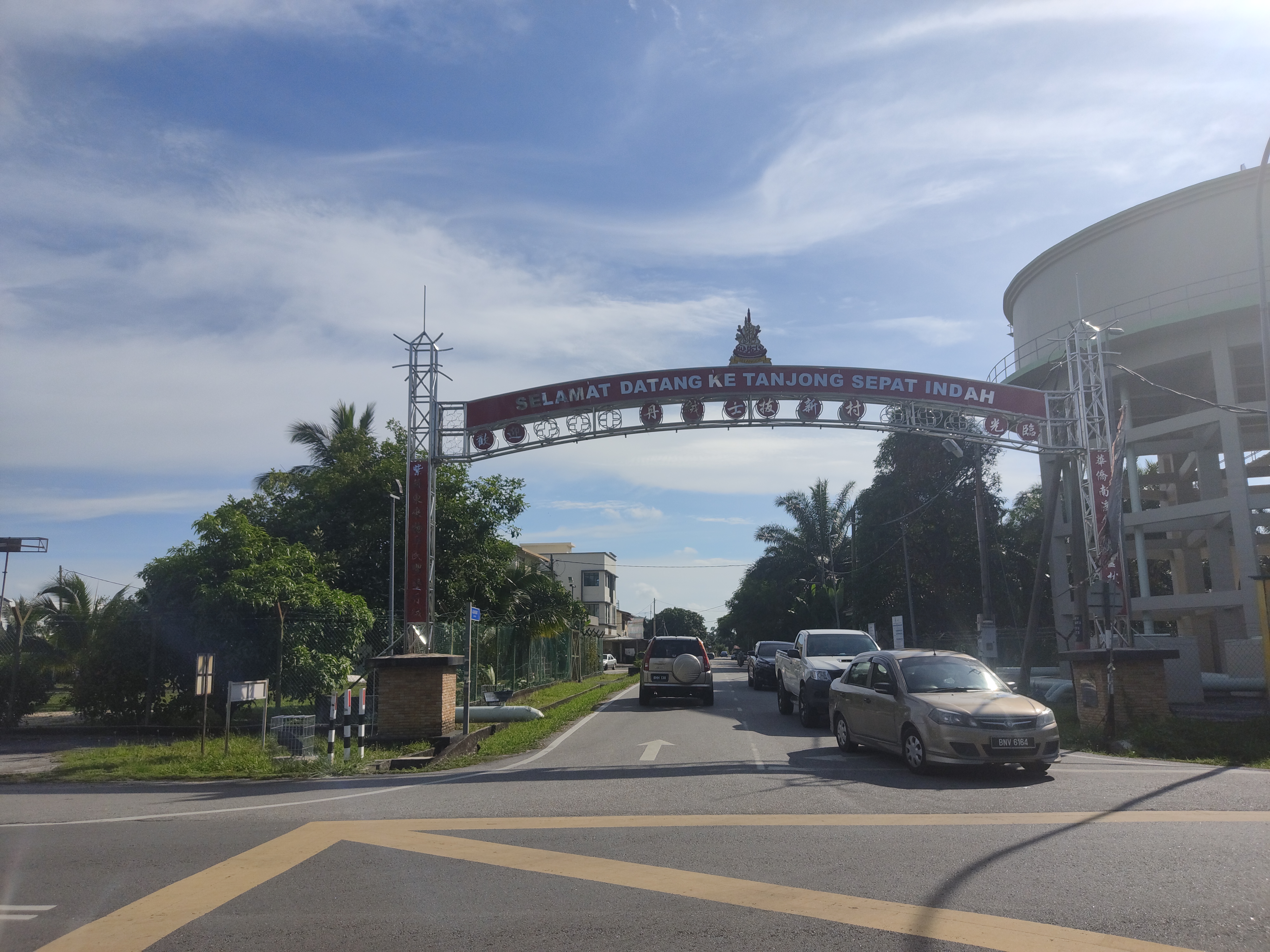
丹绒士拔新村西路（Jalan Barat）的牌坊